# 绥化府
绥化府，清朝时设置的府。
光绪三十年（1904年）升绥化厅置，治所在今黑龙江省绥化市。辖境约相当今绥化市、庆安县、铁力市等地。1913年降为绥化县。 